# ガリア・ルグドゥネンシス

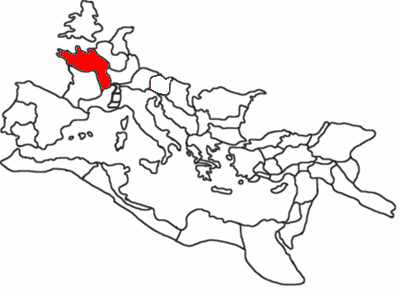
ガリア・ルグドゥネンシス属州の位置（120年頃のローマ帝国）

ガリア・ルグドゥネンシス（ラテン語: Gallia Lugdunensis）は、ローマ帝国の属州のひとつ。現在のフランス東部に相当する。ガリアのケルト人居住区にあった。皇帝属州であり、皇帝の管轄に入る。
「ルグドゥネンシス」とはこの地方の首都ルグドゥヌム（現在のリヨン）から取っており、当時では、恐らく重要な都市であったと思われる。本来の境界線はセーヌ川とマルヌ川の間であり、ここを挟んで北東側がガリア・ベルギカ、ガロンヌ川を挟んでガリア・アクィタニアと接している。

## 歴史
帝政以前のガリアに関してはガリアを参照の事。
共和政から帝政にローマが変わり、アウグストゥスの治世になるとこの属州の範囲は縮小された。ロワール川とガロンヌ川と挟んだ地域はガリア・アクィタニアに併合され、北東部はゲルマニア・スペリオルと合併した。さきに掲げた図は縮小された後の地域を指している。
296年のディオクレティアヌスによるテトラルキアで帝国の統治が分割されると、この地域は「ガリアエ」と呼ばれ、しばしば混同されて使われている。もともと「ガリアエ」には「ガリア人の土地」という意味があり、しばしばケルト系のヘルウェティイ族、ベルガエ人、ゲルマン族が居住する地域全部を含めた総称として使われた。しかし西ローマ帝国では「ガリア人の住む土地」という意味で南東ガリア、ブリタンニア、ヒスパニアもまとめて「ガリアエ」と呼ばれた。